# Christnach
Christnach (lb. Chrëschtnech, Chrëstnech) – wieś (Uertschaft) we wschodnim Luksemburgu, w kantonie Echternach, w gminie Waldbillig. Do 3 października 2015 miejscowość leżała w dystrykcie Grevenmacher. Wieś zamieszkuje 847 osób (1 stycznia 2023).